# Junior Computer

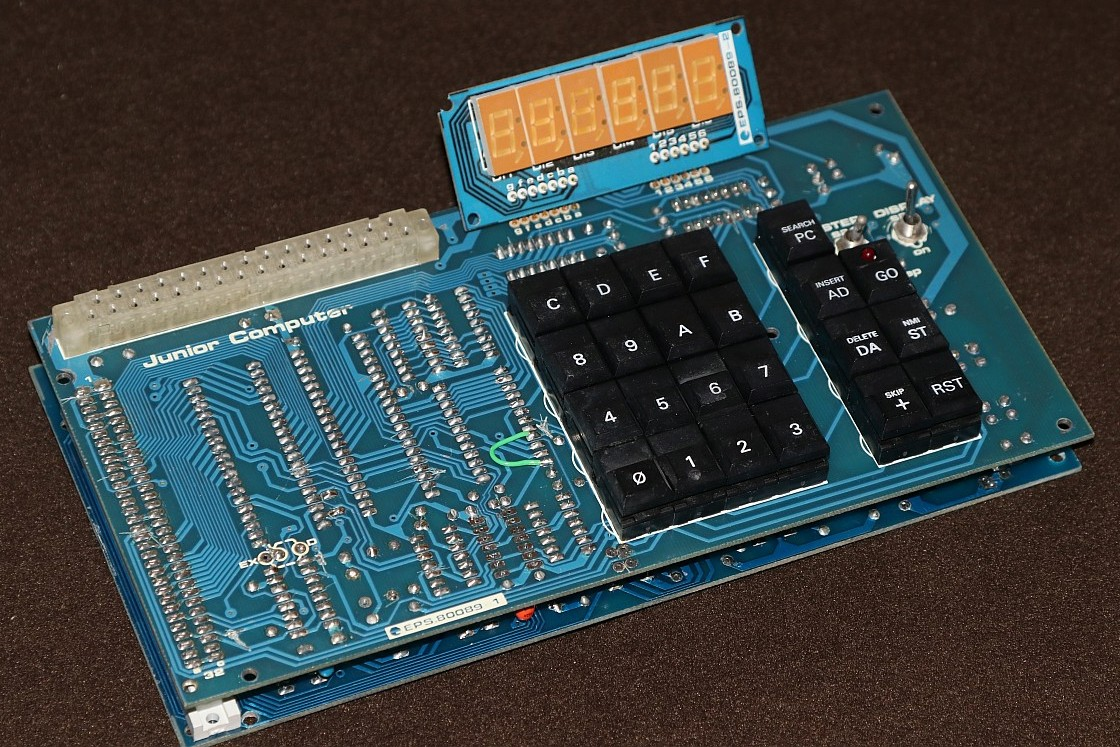
Junior-Computer

El Junior Computer fue un computador en una tarjeta basado en el microprocesador MOS 6502 lanzado en la década de 1980 en los Países Bajos, Alemania, y más tarde, Francia, España y el Reino Unido por la revista de electrónica Elektor, en forma de una serie de artículos y cuatro libros. Fue desarrollado por el ingeniero alemán Loys Nachtmann. De hecho, el Junior Computer era aparentemente una copia del MOS KIM-1, con la diferencia de que no hizo uso de los chips especiales I/O+ROM (MCS6530), usando a cambio un MOS Technology 6532 y un 2708 de 1K de EPROM. También tenía una apariencia diferente, ya que utiliza una placa base Eurocard, y un conector DIN de 31 pines para entrada y salida, y un conector DIN 41612 para la expansión del sistema. Se distribuía como un kit de electrónica para montar por parte del comprador, aunque también se podían comprar las dos placas de circuitos impresos (tarjeta principal y pantalla de siete segmentos) y añadir sus propios componentes.
Como era mucho más barato que un MOS KIM-1 original, muchos equipos Junior Computer (varios miles) fueron vendidos y utilizados en los Países Bajos, Alemania y Francia, muchos más que el original KIM-1.
Más tarde se desarrollaron diversas extensiones del sistema por hardware, así como un intérprete de BASIC. Expansiones creadas por Elektor específicamente para el Junior Computer fueron una tarjeta de E/S (incluyendo un VIA 6532, una grabadora de cinta y una interfaz de puerto RS232), una pantalla de visualización (terminales de vídeo), una tarjeta de expansión EPROM y SRAM, una tarjeta de 16/64KB DRAM, un programador de EPROM, hasta un controlador de disquete, etc. 